# مائوریسیو (بازیکن فوتبال، زاده ۱۹۸۸)
مائوریسیو دوس سانتوس ناسیمنتو (پرتغالی: Maurício dos Santos Nascimento؛ زادهٔ ۲۰ سپتامبر ۱۹۸۸) که با نام مائوریسیو شناخته می‌شود، بازیکن فوتبال اهل برزیل است.
از باشگاه‌هایی که در آن بازی کرده‌است می‌توان به پالمیراس، گرمیو، ویتوریا، اسپورتینگ، لاتزیو، اسپارتاک مسکو، لگیا ورشو و جوهور دارالتعظیم اشاره کرد.